# Текке Хальвети
Текке Хальвети (албанск.: Teqja е Halvetive) — 350-летний тарикат в центре Призрена. Является объектом Халватии, находиться в районе Сарачет, недалеко от мечети Кукли Мехмед-бея. Текке Хальвети был основан в конце XVI века отцом Османом, который приехал в Призрен и жил в мечети Кукли Мехмет-бея. Архитектура объекта довольно проста. Тарикат построен из камня и глины, а покрытие выполнено из традиционного кирпича. Комплекс состоит из нескольких зданий, таких как текке, комната обрядов (полихан), храм, жилой дом и зал ожидания. В более общем плане комплекс состоит из двух частей — текке и помещения для обрядов.

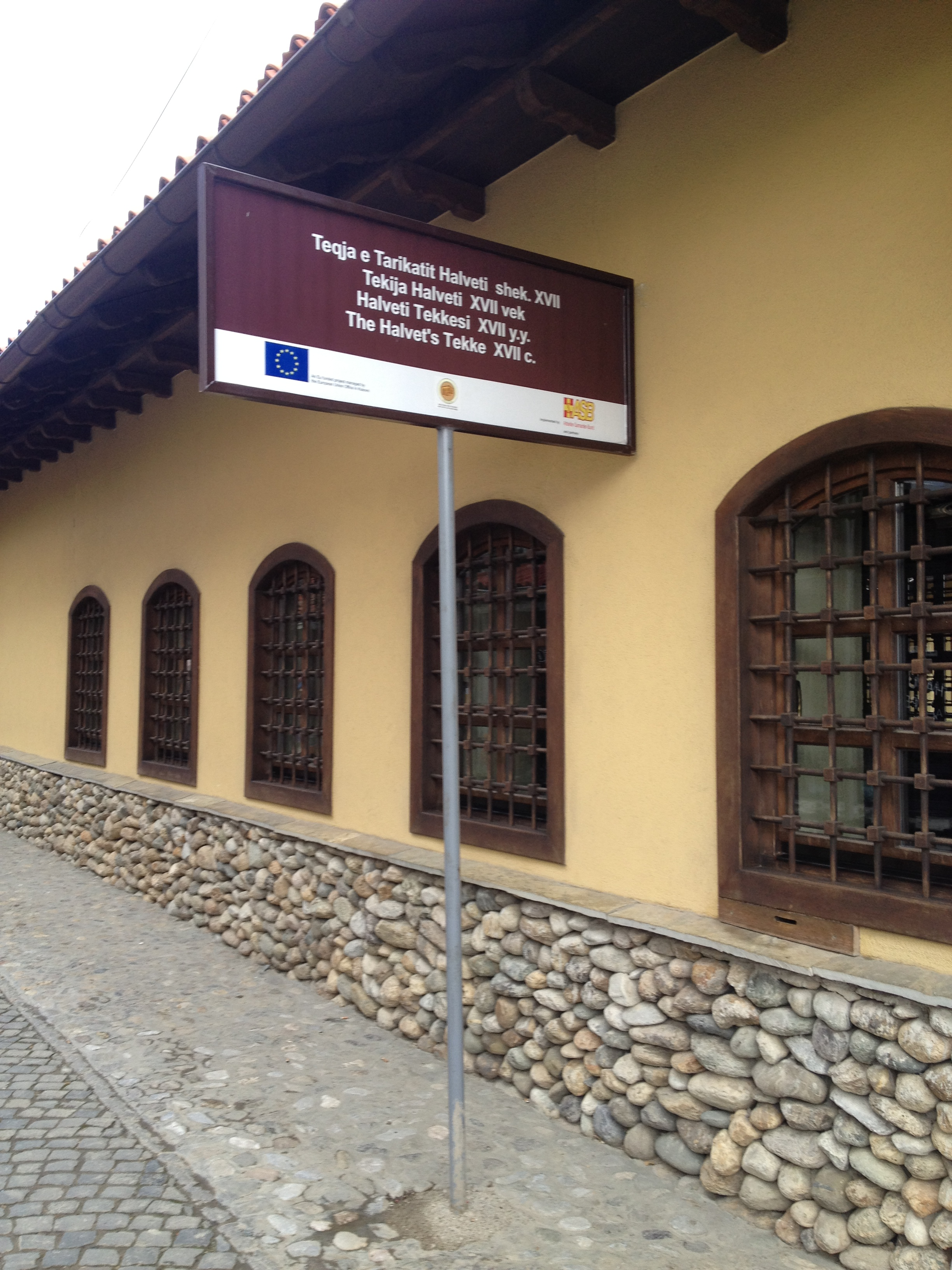
Текке халвети в Призрене, Косово

Церемонии этого тариката проходят в помещении, украшенном деревянными шкафами и полками, мечами его членов, декоративными предметами, используемыми во время церемоний, и серией белесых войлочных капюшонов.